# Французская коммунистическая партия
Францу́зская коммунисти́ческая па́ртия (фр. Parti communiste français) — коммунистическая партия во Франции. Возникла в 1920 году, на 2006 год — формально третья по численности политическая партия во Франции. Играла важную роль в политике, являясь (наряду с Итальянской коммунистической партией) крупнейшей коммунистической партией в западном мире.
Входила в Коммунистический интернационал, ныне состоит в коалиции Европейские левые. Нынешняя политическая ориентация: независимая внешняя политика, поддержка национальных меньшинств, активная социальная политика, стимулирование развития регионов, демократизация управления в Евросоюзе.

## История

### Основание партии
Партия была основана в 1920 году членами левого крыла Французской секции Рабочего интернационала (СФИО), поддержавшими Октябрьскую революцию 1917 года и стоявшими в период Первой мировой войны на интернационалистических и антивоенных позициях.
Раскол внутри Социалистической партии нарастал по мере приближения Первой мировой войны. В 1914 году большинство парламентской фракции французских социалистов, несмотря на задекларированную линию на противодействие империалистической войне и совершённое националистическим фанатиком убийство крупнейшей фигуры партии Жана Жореса, категорически выступавшего против войны, проголосовало за военные кредиты. Левые социалисты осудили курс правого руководства СФИО на поддержку своего правительства в войне как социал-шовинистический.
Днём рождения Французской коммунистической партии считается 29 декабря 1920 года, когда в городе Туре собрался XVIII съезд СФИО, на котором подавляющее большинство (3/4) делегатов проголосовали за вхождение в Коминтерн. Выделившееся большинство стало называться Французская секция Коммунистического Интернационала (SFIC), а в 1921 году приняло название Коммунистической партии Франции (как того требовал 17 пункт «21 условия»). В их числе были не только деятели, представлявшие в годы войны левое, интернационалистское крыло партии (Поль Вайян-Кутюрье, Борис Суварин, Анри Гильбо, Фернан Лорио), но и Марсель Кашен и генеральный секретарь СФИО Луи-Оскар Фроссар, ещё недавно защищавшие социал-шовинистические позиции, но резко изменившие своё мнение после посещения Советской России.
Печатным органом французской Компартии стала основанная социалистом Жаном Жоресом в 1904 году газета «Юманите», бывшая до этого газетой СФИО. Вскоре после создания ФКП имела в три раза больше членов, чем СФИО (120 тысяч членов). Однако большинство депутатов от СФИО не желали следовать принципу т.н. «демократического централизма», и не вошли в новообразованную коммунистическую партию. Лишь 13 из 72 депутатов СФИО признали решения Турского съезда и создали коммунистическую фракцию в парламенте.

### 1920-е годы
С 1920-х годов Французская коммунистическая партия привлекала значительное число свободомыслящих левых интеллектуалов, особенно литераторов-сюрреалистов (Андре Бретон, Луи Арагон, Поль Элюар, Пьер Навилль, Жорж Садуль, Рене Кревель) и учёных в области общественных наук (философ Жорж Политцер, философ и писатель Поль Низан, социолог Анри Лефевр, исключённый в 1958 году). Однако многие из них были исключены из партии во время кампаний сталинистского руководства против троцкистов и синдикалистов (за поддержку Левой оппозиции из ФКП были изгнаны Борис Суварин, Андре Бретон, Альфред Росмер, Пьер Навилль, Раймон Молинье, Анри Гильбо).
Компартия не поддержала возглавляемое Эдуаром Эррио правительство «Картеля левых» в составе СФИО и Республиканской партии радикалов и радикал-социалистов (1924—1926); в свою очередь, левоцентристы стремились изолировать коммунистов и не допустить роста их влияния в рабочем движении. Жёсткую антикоммунистическую позицию занимали крайне правые силы. Между коммунистами и националистами происходили силовые столкновения. Наибольший резонанс вызвал расстрел на улице Дамремон 23 апреля 1925 года — боевики-коммунисты застрелили четырёх националистов на предвыборном митинге правых.
Кроме того, ФКП стала единственной крупной политической силой, осуждавшей французский империализм и колониализм. Так, в 1925 году она организовывала борьбу против подавления французскими войсками национально-освободительных движений Рифской области в Марокко и друзов в Сирии. ФКП была главным организатором антиколониальной выставки в 1931 году в Париже под названием «Правда о колониях». Первая часть показывала «критику принудительного труда в колониях и других преступлений периода нового империализма», во второй части она выступала против «империалистической политики колониализма» и за «советскую политику по национальному вопросу».
С года основания ФКП была хранителем Знамени парижских коммунаров, но после смерти Ленина в 1924 году приняла решение передать его в Москву.

### Народный фронт (1935—1938)
После победы на выборах левоцентристской коалиции в 1932 году коммунисты, хотя и не принимали в ней участие, но оказывали внешнюю поддержку правительству в парламенте без участия в нём — так же, как до Первой мировой войны социалисты поддерживали правительство республиканцев и радикалов. Эта коалиция распалась после беспорядков крайне правых 6 февраля 1934 года, заставивших Эдуара Даладье передать власть консерватору Гастону Думергу. После этого кризиса ФКП, как и всё социалистическое движение, опасалась того, что страна была на шаг от фашистского путча.
Одновременно, приход к власти Адольфа Гитлера и разгром Коммунистической партии Германии после поджога Рейхстага 27 февраля 1933 года заставили руководство СССР и Коминтерна отказаться от определения социал-демократии как «социал-фашизма» и провозгласить политику «Народных фронтов» для предупреждения угрозы фашизма и войны. Таким образом, коммунистами было подготовлено образование совместного с социалистами и Республиканской партией радикалов и радикал-социалистов Народного фронта, который получил власть после выборов в 1936 году.
После победы Народного фронта на выборах Леон Блюм сформировал правительство из социалистов и радикалов, а коммунисты поддерживали его в парламенте. Несмотря на ряд проведённых им прогрессивных реформ, правительство Народного фронта вскоре ушло в отставку под тяжестью противоречий во внутренней и внешней политике (радикалы были за невмешательство в гражданскую войну в Испании, социалисты колебались, а коммунисты требовали помощи для Испанской республики).
За годы деятельности Народного фронта (1935—1938) Французская коммунистическая партия укрепила свои позиции — на парламентских выборах 1936 года она получила 1,5 млн голосов. В 1937 году ФКП насчитывала 341 тысяч членов. В то же время видные в прошлом деятели ФКП Жак Дорио, Поль Марион, Анри Барбе, Жюль Тёляд, Симон Сабиани перешли на фашистские позиции и основали в 1936 году ультраправую Французскую народную партию.
В 1934 году тунисская федерация ФКП стала Тунисской коммунистической партией. 12 августа 1936 года партийная организация была создана на Мадагаскаре — Коммунистическая партия (Французская секция Коммунистического Интернационала) области Мадагаскар.
После начала войны в Испании, в 1936 году Даниэль Казанова создала Союз девушек Франции, который оказывал помощь испанским детям.
5 октября 1938 года правительство Франции ратифицировало Мюнхенское соглашение, «за» проголосовали 535 депутатов. Против ратификации проголосовали 75 депутатов (73 коммуниста, социалист Жан Буэ от департамента Кот-д’Ор и Анри де Кериллис — правый депутат от избирательного округа Нейи).

### Вторая мировая война (1939—1945)
В начале Второй мировой войны в сентябре 1939 года ФКП оказалась в сложном положении — несмотря на предшествовавшую антифашистскую линию партии, под давлением Москвы она выступила с одобрением договора между СССР и нацистской Германией. Сначала ФКП подтвердила свою приверженность национальной обороне от нацистского вторжения, но после призыва Коминтерна к французским коммунистам объявить войну «империалистической» партия изменила свою позицию, и члены парламента от ФКП подписали письмо с призывом к миру. В ответ правительство Даладье 26 сентября 1939 года объявило ФКП вне закона. Руководство партии ушло в подполье и бежало в Бельгию. Лидер ФКП Морис Торез уклонился от призыва в армию и бежал в СССР.
Результатом такой противоречивой политики стал арест многих активистов ФКП — вначале французским правительством, а затем и немецкими оккупантами.
10 июля 1940 года, после немецкой оккупации Франции, коммунистическая партия (действовавшая в условиях подполья) опубликовала манифест в газете «Юманите», в котором призвала французский народ создать единый фронт борьбы за свободу, национальную независимость и возрождение Франции.
Одной из первых крупных манифестаций, проводившихся коммунистами против оккупационных сил, была демонстрация тысяч студентов и рабочих в Париже 11 ноября 1940 года.
В конце 1940 года на основе имевшихся боевых групп была создана «Специальная организация» («L’Organisation spéciale»), в состав которой вошли коммунисты, имевшие военную подготовку и боевой опыт (участвовавшие в войне в Испании, служившие во французской армии). В декабре 1940 года на севере Франции, в зоне немецкой оккупации партизаны взорвали электростанцию и пустили под откос немецкий эшелон.
26 апреля 1941 года ФКП была приглашена в Национальный фронт за независимость Франции Шарля де Голля.
15 мая 1941 года ФКП выступила с заявлением, что во имя образования широкого антифашистского фронта партия готова поддержать любую организацию и любое правительство, которые будут вести действенную борьбу против оккупантов.
В мае 1941 года ФКП участвовала в организации забастовки более 100 тысяч шахтеров в департаментах Нор и Па-де-Кале.
После нападения Германии на СССР 22 июня 1941 года Французская коммунистическая партия активизировала антифашистскую деятельность и выступила главным организатором Движения Сопротивления. Коммунисты создали сеть Сопротивления по всей Франции, систематически организовывая акции прямого действия и убийства нацистов. Так, многонациональная группа под командованием Мисака Манушяна, поэта-коммуниста армянского происхождения, уничтожила 150 оккупантов и коллаборационистов с августа по ноябрь 1943 года (что нашло своё отображение в печально известном «Красном плакате»).
В октябре 1941 года по решению руководства партии был создан Национальный военный комитет (Comité militaire national, CMN), в дальнейшем, в результате объединения «Специальной организации», «Батальонов молодёжи» и боевых отрядов рабочих-иммигрантов в конце 1941 года была создана единая военная организация «Франтирёры и партизаны» («Свободные стрелки и французские партизаны»), которой подчинялись многочисленные отряды маки.
При активном участии ФКП в мае 1943 года был создан Национальный совет сопротивления, объединивший разнородные антифашистские силы Франции.
С 1943 года по всей стране коммунисты готовили национальное вооружённое восстание. В августе 1944 года коммунисты под руководством Анри Роль-Танги играли ключевую роль в Парижском восстании. К освобождению Франции союзниками ФКП достигла вершины своего влияния, контролируя обширные районы страны посредством отрядов Сопротивления под своим командованием.
Некоторые коммунисты хотели использовать сложившуюся ситуацию, чтобы совершить социалистическую революцию, однако руководство, действовавшее по инструкциям Сталина, приказало партизанам разоружиться и поддерживать новое общенациональное правительство с участием христианских демократов, социалистов и коммунистов (10-й съезд ФКП в 1945 году вместо революции призывал «ограничить экономическую и политическую власть монополистического капитала»). Выдающийся вклад ФКП в Движение Сопротивления способствовал укреплению её репутации и превратил в крупнейшую политическую силу страны. Многие известные деятели вступили в партию во время войны, в том числе Пабло Пикассо, ставший членом компартии в 1944 году.
В общей сложности, в партизанской и подпольной борьбе против оккупантов ФКП потеряла 75 тысяч активистов.

### Четвёртая республика (1947—1958)
После освобождения Франции в 1944 году, Французская коммунистическая партия, наряду с другими группами Сопротивления, вошла в правительство Шарля де Голля. В 1944—1947 годах коммунисты, действуя совместно с социалистами, добились принятия ряда важных прогрессивных актов: демократической конституции 1946 года, социального законодательства, частичной национализации банков и крупной промышленности. Как и в послевоенной Италии, коммунисты были в то время очень популярной политической силой. До конца 1945 года количество членов партии достигло полумиллиона, что было огромным ростом со времён Народного фронта. На выборах 21 октября 1945 года в однопалатное Национальное собрание ФКП получила 159 из 586 мест.
На выборах в ноябре 1946 года ФКП получила наибольшее количество голосов, немного опередив Французскую секцию Рабочего интернационала (СФИО) и христианско-демократическое Народное республиканское движение (MRP). Избирательные успехи и рост членства партии привели некоторых наблюдателей к мысли, что власть коммунистов во Франции была неизбежной. Однако коммунисты во Франции, как и в Италии, были вынуждены покинуть правительство Поля Рамадье в мае 1947 года, как того требовали Соединённые Штаты для предоставления помощи по плану Маршалла.
Удалённая из правительства Французская коммунистическая партия осудила политику правительства как «инструмент американского империализма». Протестуя против ареста ряда металлургических работников в Марселе в ноябре 1947 года, Всеобщая конфедерация труда (ВКТ) — профсоюзное объединение, в котором доминировали коммунисты, — объявила всеобщую забастовку. В самом Марселе активисты ФКП напали на ратушу, а когда протесты распространились и на Париж, на забастовку вышли 3 миллиона рабочих. Премьер-министр Рамадье подал в отставку, опасаясь, что он столкнулся с всеобщим восстанием.
В условиях начавшейся «холодной войны» ФКП поставила в центр своей деятельности борьбу за сохранение мира. 12-й съезд ФКП (1950), исходя из «изменения соотношения сил на международной арене в пользу социализма и укрепления демократического лагеря во Франции», объявил, что в современных условиях война не является фатально неизбежной. ФКП сумела привлечь многих пацифистски настроенных французов к активной борьбе за мир, разрабатывая её организационные формы, методы и лозунги.
Коммунисты выступили организаторами массовых кампаний против французского империализма во время «грязной войны» во Вьетнаме (1947—1954) и войны в Алжире (1954—1962). Философ Жан-Поль Сартр, в послевоенный период стремившийся соединить экзистенциализм и марксизм, будучи попутчиком Французской коммунистической партии, активно поддерживал Фронт национального освобождения Алжира и Кубинскую революцию.
Вторая половина 1950-х годов была также отмечена ростом недовольства промосковской линией, непрерывно проводившейся партийными лидерами. Некоторые представители как умеренной (Эммануэль Ле Руа Ладюри), так и радикальной (Жан-Поль Сартр) коммунистической интеллигенции, разочаровавшись в реальной политике Советского Союза, вышли из партии после жестокого подавления Венгерского восстания 1956 года. Многие, подобно Сартру, разочаровывались в нереволюционном характере ФКП и присоединялись к меньшим леворадикальным группам маоистского или троцкистского толка. Другие переходили в Объединённую социалистическую партию, объединявшую недовольных ортодоксией как коммунистов, так и социалистов.
В 1959 году Федерация ФКП на острове Реюньон была отделена от партии и создала Коммунистическую партию Реюньона.

### В оппозиции к де Голлю (1958—1968)
В 1958 году ФКП была единственной крупной партией, выступившей против возвращения к власти Шарля де Голля и создания им режима президентской власти — Пятой республики. Коммунисты требовали объединения левых сил с целью мобилизовать массы против автократических устремлений де Голля и в защиту демократических свобод. В это же время они возглавили массовое движение за прекращение колониальной войны Франции в Алжире (1954—1962) и отпор попыткам антиреспубликанского заговора. Лидером ФКП после смерти Тореза в 1964 году стал Вальдек Роше.
В сложившихся условиях произошло заметное сближение ФКП и СФИО с целью противостоять правым. На парламентских выборах 1962 года коммунисты и социалисты выступали совместно, что привело к увеличению числа их депутатов в Национальном собрании (на 1958 год у ФКП было 10 мест, у СФИО — 40, в 1962 году — соответственно 41 и 65). Во время всеобщей стачки шахтёров в 1963 году организации ФКП и СФИО во многих местах действовали единым фронтом. Во время президентских выборов 1965 года ФКП поддержала кандидатуру социалиста Франсуа Миттерана от Федерации демократических и социалистических левых сил. В продолжение этой линии в 1966 году ФКП и Федерация демократических и социалистических левых сил подписали соглашение о единстве действий на парламентских выборах 1967 года. В итоге, ФКП получила 73 места в Национальном собрании, а СФИО — 116.
В мае 1968 года массовые студенческие выступления, проходившие под влиянием эмансипативных идей «новых левых» и мыслителей-неомарксистов, привели к мобилизации трудящихся масс и 10-миллионной всеобщей забастовке рабочих Франции. Эти события, известные как «Красный май», позволили говорить о реальной возможности социальной революции в стране. Однако Французская коммунистическая партия использовала всё своё влияние, чтобы не допустить подобный сценарий и сохранить забастовку и протесты в рамках реформистских требований, не посягавших на основы капиталистической экономики и государственного строя. Призывая к «порядку», руководство компартии обрушилось на «гошистов» — троцкистов, маоистов, анархистов, бывших главными организаторами революционного студенческого движения. В конце мая 1968 года ФКП приняла сторону де Голля, угрожавшего использованием армии, и призвала к прекращению забастовок. ФКП также вызвала отчуждение многих левых из-за поддержки (хоть и с оговорками) советского вторжения в Чехословакию в августе 1968 года.
Всё же ФКП воспользовалась левыми настроениями того периода и расколом в стане социалистов. Из-за плохого состояния здоровья Вальдека Роше кандидатом коммунистов на президентских выборах 1969 года был Жак Дюкло. Получив 21 % голосов, Дюкло полностью затмил СФИО и занял третье место в первом туре. Во втором туре ФКП отказалась поддерживать кого-то из двух кандидатов — ни голлиста Жоржа Помпиду, ни центриста Алена Поэра.

### К еврокоммунизму
В 1970 году Роже Гароди, член ЦК ФКП с 1945 года, был исключен из партии за «ревизионистские тенденции», что было реакцией на попытку Гароди примирить марксизм с католицизмом. С другой стороны, пошатнулись и позиции члена ФКП философа Луи Альтюссера и его школы структуралистского марксизма, проповедовавшей отказ от гуманистических трактовок марксизма и симпатизировавшей маоистскому Китаю. К концу 1970-х годов партия окончательно переходит к еврокоммунистическим установкам.
Ещё в декабре 1968 года пленум ЦК ФКП принял Манифест «За передовую демократию, за социалистическую Францию», в котором в качестве основной задачи партии вместо социалистической революции назван переход от «существующего буржуазного строя к передовой демократии»: завоевание политической власти рабочим классом и его союзниками парламентским путём; национализация ключевых отраслей промышленности и банков; наличие партии, способной играть роль авангарда рабочего класса. В качестве механизма достижения этих условий 19-й съезд ФКП (1970) определил «союз рабочего класса с крестьянством, мелкой городской буржуазией, инженерно-техническими работниками, а также с молодёжью».
В 1972 году Вальдека Роше сменил Жорж Марше, контролировавший партию с 1970 года. Марше начал умеренную либерализацию партийной политики и внутренней жизни, хотя инакомыслящих членов продолжали исключать.
В 1971 году ФКП приняла Программу демократического правительства народного единства, которая послужила основой принятой в 1972 году совместной правительственной программы ФКП и новой, возглавляемой Миттераном, Социалистической партии (PS), поддержанной также левым крылом партии радикалов. Совместная правительственная программа, сформулированная накануне парламентских выборов 1973 года, предусматривала ограничение власти монополий, улучшение положения трудящихся, демократизацию политических институтов, проведение внешней политики, основанной на принципах национального суверенитета и мирного сосуществования. На выборах разница между двумя основными партиями левого крыла сократилась: ФКП получила 21,5 % голосов против 19 % у PS.
Французские коммунисты поддержали кандидатуру Франсуа Миттерана на президентских выборах 1974 года, и он как единый кандидат левых сил был близок к победе, получив свыше 49,19 % голосов. Марше предложил обновить совместную программу коммунистов и социалистов, но переговоры провалились. Соцпартия обвинила Марше в ответственности за раскол левых и поражении на парламентских выборах 1978 года (хотя и левые, и правые тогда набрали по 46,5 %). Впервые с 1936 года ФКП утратила свои позиции в качестве «первой партии левого толка».
На 22-м съезде партии в феврале 1976 года ФКП, вопреки предостережениям Этьена Балибара, отказалась от диктатуры пролетариата и ссылки на неё в программе. В принятом съездом документе «Чего коммунисты хотят для Франции» предлагалась программа «Демократического пути к социализму», предусматривающая «мирное завоевание политической власти трудовым народом при решающей роли рабочего класса и при сочетании использования всеобщего избирательного права с упорной борьбой масс против эксплуататорского строя».
Таким образом, ФКП стала придерживаться линии, близкой к еврокоммунизму Итальянской коммунистической партии. Однако это было лишь относительным изменением направления, так как ФКП не стала полностью независимой от Москвы — в 1979 году Жорж Марше поддержал вторжение в Афганистан. Его оценка советского и восточноевропейских правительств была «в целом положительной».

### Упадок
Жорж Марше был кандидатом ФКП и на президентских выборах 1981 года. Во время кампании он критиковал «поворот направо» Социалистической партии, но получил лишь 15,35 % — на 10 % меньше, чем Франсуа Миттеран. Во втором туре ФКП призвала своих сторонников голосовать за Миттерана, который был избран президентом Франции с 51,76 % голосов.
При Миттеране ФКП вошла в правительство впервые с 1947 года, получив портфели государственного министра, министра транспорта и сообщений (Ш. Фитерман), министра-делегата при премьер-министре по делам администрации и административных реформ (А. Ле Пор), министра здравоохранения (Д. Ралит), министра профессионального обучения (М. Ригу). Однако это оказалось началом конца партии как независимой политической силы и превращения её в младшего партнёра социалистов. Включавший их кабинет Пьера Моруа принялся за смелые социально-экономические реформы (в частности, сократил рабочую неделю до 39 часов и снизил пенсионный возраст до 60 лет), однако вскоре начались трудности. В 1984 году министры от ФКП ушли в отставку в знак протеста против перехода Миттерана к политике «жёсткой экономии» и сворачивания социальных программ. Кандидат ФКП Андре Лажуани получил лишь 6,76 % на президентских выборах 1988 года (ещё 2,1 % получил вышедший из Компартии Пьер Жюкен). С 1988 по 1993 год ФКП время от времени поддерживала социалистические правительства.
Распад Советского Союза в 1991 году привёл к кризису в ФКП, но она не пошла по примеру некоторых других европейских коммунистических партий путём самороспуска или изменения названия. В 1994 году Марше ушёл в отставку, и его место занял Робер Ю.

## На стыке веков (1990—2018)
1990-е годы сопровождались политическими изменениями в партийной идеологии: от еврокоммунизма к «новому коммунизму рабочего движения Франции». Фактически партия стала вынуждена лавировать на политической арене, отказываясь в том числе от своих установок (например, сохранение франка как национальной валюты, борьба с предпринимателями, несправедливо действующими в отношении работников). Апофеозом трансформации партии стала деятельность на посту Генерального Секретаря Робера Ю, связанная с отказом от политического прошлого партии и с принятием в партию различных новых социальных движений во Франции: феминистских, экологических, антирасистских, сексуальных меньшинств. С данными явлениями был связан переход ряда членов партии в ряды социалистов и падение уровня электората.
Ряд исследователей считает, что кризис коммунистической партии, как и социалистической, является следствием кадрового кризиса. Однако на съезде партии в 2003 году вновь был одобрен курс «нового коммунизма» с поддержкой левых сил и активной оппозиционной деятельностью по отношению к проводимым правительством реформам. В целом политическая роль партии за последнее время уменьшилась.
В правительстве «Плюралистической левой» (Социалистическая партия, Французская коммунистическая партия, Зелёные, Радикальная партия левых, Движение граждан) под руководством социалиста Лионеля Жоспена (премьер-министр с 1997 по 2002 год) ФКП, получившая на выборах почти 10 % голосов, снова занимала министерские посты, в связи с чем в партии возник внутренний конфликт.
В 2001 году пост генерального секретаря заняла Мари-Жорж Бюффе. Робер Ю получил пост председателя.
В первом туре президентских выборов 2002 года Робер Ю получил всего 3,4 % голосов. Впервые кандидат ФКП получил меньше голосов, чем троцкистские кандидаты — Арлетт Лагийе (от «Рабочей борьбы») и Оливье Безансно (от Революционной коммунистической лиги). На парламентских выборах 2002 года ФКП стала четвёртой, получив 4,8 % голосов (как и правоцентристский Союз за французскую демократию, UDF) и завоевала 21 мандат. В 2003 году Ю оставил пост председателя, и Бюффе стала единоличным лидером партии
В 2005 году во время подготовки референдума по Конституции ЕС, ФКП совместно с другими левыми (троцкистами, левыми социалистами, альтерглобалистами) развернула кампанию против неолиберального проекта Конституции, оказавшуюся успешной. В 2006 году ФКП и другие левые партии поддержали массовые протесты против закона о «контракте первого найма», которые в конечном итоге вынудили президента Ширака отказаться от планов подобной реформы. Вместе с тем, даже эти протесты показали, что ФКП проигрывает более динамичным и ориентированным на молодёжь сегментам радикальных левых — таким, как Революционная коммунистическая лига.
Накануне первого тура президентских выборов 2007 года коммунисты предлагали крайне левым выступить единым фронтом, однако Бюффе считала, что единственно возможной кандидатурой будет она. Однако другие левые партии, которые участвовали в кампании «Нет» на референдуме по конституции ЕС, выставили собственных кандидатов, и Бюффе набрала лишь 1,94 %. Итоговый результат ФКП был низким даже в своей традиционной крепости — в «красном поясе» вокруг Парижа.
На парламентских выборах 2007 года ФКП получила 15 мест, на пять ниже минимально необходимых для формирования парламентской группы. ФКП впоследствии объединилась с зелёными и другими левыми депутатами, чтобы быть в состоянии сформировать парламентскую группу левее Социалистической партии, которая получила название «Демократические и республиканские левые».
В 2008 году вокруг ФКП был создан Левый фронт, впервые участвовавший в выборах 2009 года в Европейский парламент. Левый фронт получил 5 мест, из них 3 — ФКП. Коммунистическая партия входит в Левый фронт совместно с Левой партией (левосоциалистический проект, напоминающий немецких «Левых»), «Унитарными левыми» (часть Революционной коммунистической лиги, отказавшаяся войти в Новую антикапиталистическую партию) и рядом меньших левых партий и групп.
На президентские выборы 2012 года компартия не выдвинула своего кандидата. 16 — 18 июня на съезде ФКП, в присутствии членов Левого фронта, была поддержана кандидатура Жан-Люк Меланшона, как кандидата от фронта на президентские выборы Он получил 11,1 % голосов, что значительно выше, чем получали кандидаты от ФКП на предыдущих четырёх выборах.
На выборах в Европарламент 2014 года коалиция Левый фронт, куда входит ФКП, набрала 6,34 %, получив 3 мандата из 74 отведённых Франции.

## Новое начало
6 октября 2018 года отчёт правления ФКП, в течение восьми лет возглавляемого Пьером Лораном, не получил поддержки большинства, и 25 ноября 2018 года, на третий день работы съезда партии в Иври-сюр-Сен, большинством в 442 голоса из 569 (77,6 %) делегаты избрали новым национальным секретарём Фабьена Русселя. Также был одобрен программный документ и утверждена новая символика — звезда и лист, который должен символизировать приверженность коммунистов идеалам экологического движения.

## Участие в правительствах
Участвовали в следующих правительствах:
- 1936—1937 — поддержка кабинета Леона Блюма, министров от ФКП не было;
- 1944—1947 — кабинеты Шарля де Голля, Феликса Гуэна, Жоржа Бидо, Леона Блюма, Поля Рамадье;
- 1981—1984 — кабинет Пьера Моруа;
- 1997—2002 — кабинет Лионеля Жоспена.

Наибольший успех на парламентских выборах — 28,2 % (ноябрь 1946 г.), на президентских — 21,3 % (1969, Жак Дюкло).
На парламентских выборах 2007 года — 4,3 % голосов, пятое место и 15 мест из 577. На президентских выборах 2007 г. — 1,9 % голосов, седьмое место (кандидат Мари-Жорж Бюффе).

## Пресса
До 1994 года центральным печатным органом ФКП являлась ежедневная газеты «Юманите» (L’Humanité), основанная в 1904 году Жаном Жоресом. Хотя с 1999 года газета независима от компартии, она остаётся близкой к ней. Газета поддерживается ежегодным трёхдневным фестивалем Fête de L'Humanité, который проводится в пригородf[ Парижа. Это мероприятие остаётся крупнейшим фестивалем во Франции, на который ежегодно собираются сотни тысяч человек.
ФКП издаёт многочисленные журналы, такие как CommunisteS, «Cause commune», позиционирующий себя как «журнал политических действий ФКП», образовательный журнал Carnets rouges, журнал о культуре и литературе Commune, ежеквартальный журнал Progressistes, посвящённый науке, технологиям и окружающей среде, экономический журнал Économie & Politique. Исследовательские структуры ФКП, Espaces Marx и Fondation Gabriel-Péri, издают научные журналы междисциплинарный La Pensée и исторический Cahiers d'histoire. Revue d'histoire critique.
Среди печатных изданий ФКП был детский журнал комиксов, издававшийся с 1945 по 1993 годы вначале под названием Vaillant (в переводе с фр. — «Отважный»), а с 1969 года — Pif Gadget. В 1970—1971 годах тираж отдельных номеров доходил до 1 000 000 экз., что являлось рекордом для журналов комиксов в Европе.

## Коммунисты и местное самоуправление
В течение XX века французские коммунисты считались пионерами в местном самоуправлении, обеспечивая не только эффективное уличное освещение и чистоту улиц, но и общественные развлечения, муниципальное жилье, бассейны, ясли, детские игровые площадки и общественные туалеты. Например, в 1976 году коммунистический мэр Сарселя Анри Канакос был назван «лучшим мэром в парижском регионе» Vie Publique (журнал для городских планировщиков и администраторов) за обогащение общественных пространств Сарселя новыми ресторанами, кинотеатрами, кафе, большим количеством парков, большим торговым центром и улучшенным транспортом. Образование также стало «идентифицируемой характеристикой коммунистического правительства на местном уровне». Исследование муниципальных бюджетов, завершённое в 1975 году (но с использованием данных 1968 года), показало, что, хотя коммунистического муниципалитеты тратили на содержание на 34 % меньше, чем некоммунистические левые муниципалитеты и на 36 % меньше, чем умеренно-правые, они, тем не менее, тратили на образование и поддержку образования на 49 % больше, чем умеренно-правые муниципалитеты и на 36 % больше, чем некоммунистические левые.

## Организационная структура
ФКП состоит из приверженцев (adhérent), каждый из которых платит обязательные взносы, приверженцы объединены в ячейки (cellule), ячейки в секции (section), секции в федерации (fédération).
Высший орган — съезд (congrès), между съездами — национальная конференция (conférence nationale), между национальными конференциями — национальный совет (Conseil national) (ранее — Центральный комитет), между заседаниями национального совета — исполнительный комитет (comités exécutifs) (ранее — Политическое бюро Центрального комитета), высшее должностное лицо — национальный секретарь (ранее — генеральный секретарь центрального комитета), высший контрольный орган — национальная комиссия медиации и регулирования конфликтов (commission nationale de médiation et de règlement des conflits) (ранее — Центральная комиссия политического контроля (commission centrale de contrôle politique)).
Федерации
Федерации соответствуют департаментам.
Высший орган федерации — департаментальный съезд (congrès départemental) (ранее — федеральная конференция), между съездами — департаментальный совет (conseil départemental) (ранее — федеральный комитет), исполнительный орган федерации — федеральное бюро, высшее должностное лицо федерации — федеральный секретарь.
Секции
Секции соответствуют общинам.
Высший орган секции — общее собрание секции (assemblée générale de la section) (ранее — конференция секции), между общими собраниями — комитет секции, исполнительный орган секции — бюро секции, высшее должностное лицо секции — секретарь секции.
Ячейки
Ячейки соответствуют группе рядом стоящих домов.
Высший орган ячейки — общее собрание, между общими собраниями — бюро ячейки, высшее должностное лицо ячейки — секретарь ячейки.
Молодёжная организация
Молодёжная организация — Коммунистическое молодёжное движение Франции (Mouvement Jeunes Communistes de France) (в 1920—1945 — Союз коммунистической молодёжи Франции (Fédération des jeunesses communistes de France), в 1945—1956 гг. — Союз республиканской молодёжи Франции (Union de la jeunesse républicaine de France)).

## Лидеры партии
С 1924 по 1929 высшим руководителем ФКП был генеральный секретарь (secrétaire général). В 1929—1930 годах во главе партии был коллективный секретариат (secrétariat collectif). С 1930 и по 1994 году ФКП вновь возглавлял генеральный секретарь. С 1994 года (XXVIII Конгресс) высшим руководителем партии является национальный секретарь (secrétaire national).

### Генеральные секретари ФКП (1921—1994)
- 4 января 1921 — 1 января 1923 — Луи-Оскар Фроссар[фр.]
- 21 января 1923 — 23 января 1924 — Луи Селье[фр.] и Альбер Тран[фр.] (временные)
- 23 января 1924 — 1 июля 1924 — Луи Селье
- 8 июля 1924 — 8 апреля 1929 — Пьер Семар
- 8 апреля 1929 — 18 июля 1930 — коллективный секретариат в составе: Анри Барбе, Пьер Селор[фр.], Бенуа Фрашон, Морис Торез
- 18 июля 1930 — 17 мая 1964 — Морис Торез
- 17 июня 1950 — 10 апреля 1953 — и. о. генсека Жак Дюкло
- 17 мая 1964 — 17 декабря 1972 — Вальдек Роше (заместитель генерального секретаря с 14 мая 1961 по 17 мая 1964)
- 17 декабря 1972 — 29 января 1994 — Жорж Марше (временный генеральный секретарь, позднее заместитель генерального секретаря с июня 1969 года по 17 декабря 1972 года)

### Национальные секретари ФКП (с 1994)
- 29 января 1994 — 28 октября 2001 — Робер Ю (президент ФКП с 2001 по 2003)
- 28 октября 2001 — 20 июня 2007 — Мари-Жорж Бюффе
- 2007 — 2010 — директорат в составе: Бриджи Дионне, Жан-Франсуа Гау, Жоель Гредер, Мишель Лоран, Жан-Луи Лемуан
- 20 июня 2010 — 24 ноября 2018  — Пьер Лоран
- 25 ноября 2018 — Фабьен Руссель

### Председатели ФКП
- 17 мая 1964 — 11 июля 1964 — Морис Торез
- 28 октября 2001 — 8 апреля 2003 — Робер Ю

### Парламентские лидеры
- Председатель группы в Сенате: Элиана Ассасси[фр.] (с 19 сентября 2012)
- Председатель группы в Национальном Собрании: Андре Шассень[фр.] (с 21 июня 2012)

## Представительство партии в законодательных органах власти
- Национальное Собрание: 8 (из 577) мест
- Сенат: 14 (из 348) мест

### Количество депутатов в Национальном Собрании
|  |

### Количество поданных голосов на выборах в Национальное Собрание
|  |

## Электоральная история

### Президентские выборы
| Год  | Кандидат                            | 1-й тур                             | 1-й тур                             | 1-й тур                             | Итог                                |
| Год  | Кандидат                            | Голоса                              | %                                   | Место                               | Итог                                |
| ---- | ----------------------------------- | ----------------------------------- | ----------------------------------- | ----------------------------------- | ----------------------------------- |
| 1969 | Жак Дюкло                           | 4 808 285                           | 21,27                               | 3-е                                 | Не вышел во 2-й тур                 |
| 1974 | Поддержали Франсуа Миттерана (PS)   | Поддержали Франсуа Миттерана (PS)   | Поддержали Франсуа Миттерана (PS)   | Поддержали Франсуа Миттерана (PS)   | Поддержали Франсуа Миттерана (PS)   |
| 1981 | Жорж Марше                          | 4 456 922                           | 15,35                               | ▼ 4-е                               | Не вышел во 2-й тур                 |
| 1988 | Андре Лажуани                       | 2 056 261                           | 6,76                                | ▼ 5-е                               | Не вышел во 2-й тур                 |
| 1995 | Робер Ю                             | 2 638 936                           | 8,66                                | ▬ 5-е                               | Не вышел во 2-й тур                 |
| 2002 | Робер Ю                             | 960 480                             | 3,37                                | ▼ 11-е                              | Не вышел во 2-й тур                 |
| 2007 | Мари-Жорж Бюффе                     | 707 268                             | 1,93                                | ▲ 7-е                               | Не вышел во 2-й тур                 |
| 2012 | Поддержали Жан-Люка Меланшона (FG)  | Поддержали Жан-Люка Меланшона (FG)  | Поддержали Жан-Люка Меланшона (FG)  | Поддержали Жан-Люка Меланшона (FG)  | Поддержали Жан-Люка Меланшона (FG)  |
| 2017 | Поддержали Жан-Люка Меланшона (LFI) | Поддержали Жан-Люка Меланшона (LFI) | Поддержали Жан-Люка Меланшона (LFI) | Поддержали Жан-Люка Меланшона (LFI) | Поддержали Жан-Люка Меланшона (LFI) |
| 2022 | Фабьен Руссель                      | 802 422                             | 2,28                                | ▼ 8-е                               | Не вышел во 2-й тур                 |

### Выборы в Национальное собрание
| Год                  | 1-й тур    | 1-й тур | 1-й тур | 1-й тур | 2-й тур   | 2-й тур | 2-й тур | 2-й тур | Мандаты    | +/-   | Итог                     |
| Год                  | Голоса     | %       | ± пп    | Место   | Голоса    | %       | ± pp    | Место   | Мандаты    | +/-   | Итог                     |
| -------------------- | ---------- | ------- | ------- | ------- | --------- | ------- | ------- | ------- | ---------- | ----- | ------------------------ |
| 1924                 | 885 993    | 9,82    | н/д     | 5-е     | N/A       | N/A     | N/A     | N/A     | 26 из 581  | н/д   | Оппозиция                |
| 1928                 | 1 066 099  | 11,26   | ▲ 1,44  | ▼ 6-е   | N/A       | N/A     | N/A     | N/A     | 14 из 602  | ▼ 12  | Оппозиция                |
| 1932                 | 796 630    | 8,32    | ▲ 2,94  | ▬ 6-е   | N/A       | N/A     | N/A     | N/A     | 12 из 605  | ▼ 2   | Оппозиция                |
| 1936                 | 1 502 404  | 15,26   | ▼ 6,94  | ▲ 4-е   | N/A       | N/A     | N/A     | N/A     | 72 из 612  | ▼ 60  | Поддержали правительство |
| Вторая мировая война |            |         |         |         |           |         |         |         |            |       |                          |
| 1945                 | 5 005 336  | 26,08   | ▲ 10,82 | ▲ 1-е   | N/A       | N/A     | N/A     | N/A     | 148 из 522 | ▲ 76  | Правящая                 |
| Июнь 1946            | 5 199 111  | 26,15   | ▲ 0,07  | ▼ 2-е   | N/A       | N/A     | N/A     | N/A     | 146 из 522 | ▼ 2   | Правящая                 |
| Ноябрь 1946          | 5 489 288  | 28,59   | ▲ 2,44  | ▲ 1-е   | N/A       | N/A     | N/A     | N/A     | 166 из 544 | ▲ 20  | Правящая                 |
| 1951                 | 5 056 605  | 26,43   | ▲ 2,16  | ▼ 2-е   | N/A       | N/A     | N/A     | N/A     | 97 из 544  | ▼ 69  | Оппозиция                |
| 1956                 | 5 514 403  | 25,89   | ▼ 0,54  | ▲ 1-е   | N/A       | N/A     | N/A     | N/A     | 147 из 544 | ▲ 50  | Оппозиция                |
| 1958                 | 3 882 204  | 18,94   | н/д     | 2-е     | 3 741 384 | 20,78 % | н/д     | 3-е     | 10 из 577  | ▼ 137 | Оппозиция                |
| 1962                 | 4 003 553  | 21,84   | ▼ 2,90  | ▬ 2-е   | 3 195 763 | 20,94   | ▲ 0,16  | ▲ 2-е   | 41 из 465  | ▲ 31  | Оппозиция                |
| 1967                 | 5 029 808  | 22,46   | ▲ 0,62  | ▬ 2-е   | 3 998 790 | 21,37   | ▲ 0,43  | ▼ 3-е   | 73 из 487  | ▲ 32  | Оппозиция                |
| 1968                 | 4 434 832  | 20,02   | ▼ 2,44  | ▬ 2-е   | 2 935 775 | 20,14   | ▼ 1,23  | ▬ 3-е   | 34 из 487  | ▼ 39  | Оппозиция                |
| 1973                 | 5 063 981  | 21,35   | ▲ 1,33  | ▬ 2-е   | 4 893 876 | 20,86   | ▲ 0,72  | ▬ 3-е   | 73 из 490  | ▲ 39  | Оппозиция                |
| 1978                 | 5 870 402  | 20,55   | ▼ 0,80  | ▼ 4-е   | 4 744 868 | 18,62   | ▼ 2,24  | ▼ 4-е   | 86 из 491  | ▲ 13  | Оппозиция                |
| 1981                 | 4 065 540  | 16,17   | ▼ 4,38  | ▬ 4-е   | 1 303 587 | 6,98    | ▼ 11,64 | ▬ 4-е   | 44 из 491  | ▼ 42  | Правящая                 |
| 1986                 | 2 740, 972 | 9,77    | н/д     | 4-е     | N/A       | N/A     | N/A     | N/A     | 35 из 577  | ▼ 9   | Оппозиция                |
| 1988                 | 2 765 761  | 11,32   | н/д     | 4-е     | 695 569   | 3,43    | н/д     | 4-е     | 27 из 577  | ▼ 8   | Оппозиция                |
| 1993                 | 2 336 254  | 9,18    | ▼ 2,14  | ▼ 5-е   | 951 213   | 4,61    | ▲ 1,18  | ▼ 5-е   | 23 из 577  | ▼ 4   | Оппозиция                |
| 1997                 | 2 519 281  | 9,94    | ▲ 0,76  | ▬ 5-е   | 982 990   | 3,84    | ▼ 0,77  | ▬ 5-е   | 35 из 577  | ▲ 12  | Правящая                 |
| 2002                 | 1 216 178  | 4,82    | ▼ 5,12  | ▬ 5-е   | 690 807   | 3,26    | ▼ 0,58  | ▬ 4-е   | 21 из 577  | ▼ 14  | Оппозиция                |
| 2007                 | 1 115 663  | 4,29    | ▼ 0,53  | ▬ 5-е   | 464 739   | 2,28    | ▼ 0,98  | ▬ 4-е   | 15 из 577  | ▼ 6   | Оппозиция                |
| 2012                 | 1 793 192  | 6,91    | ▲ 2,63  | ▲ 4-е   | 249 498   | 1,08    | ▼ 1,20  | ▼ 10-е  | 7 из 577   | ▼ 8   | Оппозиция                |
| 2017                 | 615 487    | 2,72    | ▼ 4,19  | ▼ 10-е  | 217 833   | 1,20    | ▲ 0,12  | ▬ 10-е  | 10 из 577  | ▲3    | Оппозиция                |
| 2022                 | 520 092    | 2,29    | ▼ 0,52  | ▬ 10-е  | 545 977   | 2,63    | ▲ 1,43  | ▲ 9-е   | 12 из 577  | ▲ 2   | Оппозиция                |
| 2024                 | 754 934    | 2,35    | ▲ 0,06  | ▬ 10-е  | 356 026   | 1,30    | ▼ 1,33  | ▼ 10-е  | 8 из 577   | ▼ 4   | Оппозиция                |

1. ↑  Участвовали в составе коалиции Левый фронт.

### Выборы в Европарламент
| Год  | Лидер            | Голоса    | %     | ± пп       | Место  | Мандаты  | +/-        | Фракция |
| ---- | ---------------- | --------- | ----- | ---------- | ------ | -------- | ---------- | ------- |
| 1979 | Жорж Марше       | 4 153 710 | 20,52 | Первый раз | 3-е    | 19 из 81 | Первый раз | COM     |
| 1984 | Жорж Марше       | 2 261 312 | 11,21 | ▼ 9,31     | ▬ 3-е  | 10 из 81 | ▼9         | COM     |
| 1989 | Филипп Эрзог     | 1 401 171 | 7,72  | ▲ 3,49     | ▼ 6-е  | 7 из 87  | ▼ 3        | GUE     |
| 1994 | Франсис Вюртц    | 1 342 222 | 6,89  | ▼ 0,83     | ▬ 6-е  | 7 из 87  | ▬          | GUE     |
| 1999 | Робер Ю          | 1 196 310 | 6,78  | ▼ 0,11     | ▬ 6-е  | 6 из 78  | ▼ 1        | GUE/NGL |
| 2004 | Мари-Жорж Бюффе  | 1 009 976 | 5,88  | ▼ 0,90     | ▼ 7-е  | 2 из 74  | ▼ 4        | GUE/NGL |
| 2009 | Мари-Жорж Бюффе  | 1 115 021 | 6,48  | ▲ 0,60     | ▲ 5-е  | 3 из 72  | ▲ 1        | GUE/NGL |
| 2014 | Жан-Люк Меланшон | 1 252 730 | 6,61  | ▲ 0,13     | ▼ 6-е  | 1 из 74  | ▼ 2        | GUE/NGL |
| 2019 | Ян Бросса        | 564 949   | 2,49  | ▼ 4,12     | ▼ 10-е | 0 из 79  | ▼ 1        | —       |
| 2024 | Леон Деффонтен   | 584 020   | 2,36  | ▼ 0,13     | ▲ 8-е  | 0 из 81  | ▬          | —       |

## Народная поддержка
В XXI веке ФКП частично сохранила свой электорат в северной части старого угольного района Нор-Па-де-Кале, в промышленных портах Гавра и Дьепа, в некоторых департаментах центральной Франции, таких как Алье и Шер (где существовала форма издольщины и небольшие горнодобывающие центры, таким как Коммантри и Монсо-ле-Мин), в промышленном горнодобывающем регионе северного Мёрта и Мозеля (Лонгви), в некоторых городах юга, таких как промышленные районы Марселя и близлежащих городов, а также в рабочих пригородах Парижа (красный пояс), Лионе, Сент-Этьене, Алесе и Гренобле. ФКП также сильна в горах Севенны, традиционно левом антиклерикальном сельском оплоте с сильным гугенотским меньшинством.
Коммунистические традиции в «Красном Лимузене», Па-де-Кале, собственно Париже, Ньевре, Финистере, Приморских Альпах и Варе значительно пострадали из-за демографических изменений (Вар, Приморские Альпы, Финистер), усиления Социалистической партии (Ньевр, Па-де-Кале, Париж) или из-за появления конкурирующих партий на радикальном левом фланге (таких как «Вместе!» в Лимузене и Валь-де-Марне).
Сохранились изолированные оплоты ФКП в сельских антиклерикальных районах юго-западного Кот-д'Армора и северо-западного Морбиана; в промышленных районах Ле-Мана; в судостроительных городах Сен-Назер, Ла-Сен-сюр-Мер; и в старых промышленных центрах вдоль старой железной дороги Париж—Лион (Ромийи-сюр-Сен более 50 лет избирал коммунистов в генеральные советники).

## Динамика численности
Численность членов партии:
- 1946 год — 900 тыс. членов;
- 1978 год — 520 тыс. членов;
- 1988 год — 330 тыс. членов;
- 1998 год — 220 тыс. членов;
- 2003 год — 131 тыс. членов.

## Известные члены
См. Категория:Члены Французской коммунистической партии.